# Алексеева, Татьяна Назарьевна
Татьяна Назарьевна Алексеева (9 октября 1922, Семипалатинск — 21 февраля 1996, Минск) — советская актриса театра и кино. Заслуженный артист Белорусской ССР (1955).

## Биография
Родилась 9 октября 1922 года в Семипалатинске.
В годы войны попала в труппу Киевского театра музыкальной комедии, который был эвакуирован в Казахстан.
После войны — в Черновицком музыкально-драматическом театре, затем в Могилевском областном драматическом театре.
В 1948—1951 годах — в Брестском драматическом театре им. Ленинского комсомола Белоруссии.
Затем всю жизнь — с 1951 по 1996 год — актриса Национального академического драматического театра им. Я. Купалы.
Преподавала в Белорусском театрально-художественном институте (1968—1975), Минском институте культуры (1977—1982), Белорусской академии музыки (с 1982 года).
Умерла 21 февраля 1996 года.
Муж — Тарасов, Виктор Павлович, советский белорусский актёр театра и кино. Народный артист СССР.

## Творчество
Сыграла на театральной сцене около 200 ролей.

### Фильмография
- 1954 — Земля — Анна
- 1954 — Кто смеётся последним? — машинистка
- 1955 — Лимеривна — Наталья Лымеривна
- 1955 — Пути и судьбы — Вера
- 1957 — Под золотым орлом — Анна Робчук, украинка-остарбайтер
- 1959 — Любовью надо дорожить — Тоня, секретарь райкома комсомола
- 1960 — Впереди — крутой поворот — Снегирева
- 1963 — 40 минут до рассвета — эпизод
- 1968 — Стрекозиные крылья — учительница
- 1969 — Мы с Вулканом — мать Олеси
- 1971 — Руины стреляют… — Ольга Щербацевич
- 1972 — День моих сыновей — Надя
- 1972 — Перед первым снегом — эпизод
- 1973 — Хлеб пахнет порохом — мать Лукашевича
- 1974 — Великий укротитель — Татьяна Андреевна Свиридова
- 1975 — Надёжный человек -Таня
- 1975 — Факт биографии — Татьяна Зайчик
- 1976 — Воскресная ночь — мать Миши
- 1976 — Сын председателя — Алевтина
- 1980 — Атланты и кариатиды — секретарь Богдана Витальевича
- 1981 — Контрольная по специальности — эпизод
- 1983 — Обуза — воспитательница
- 1984 — Деревья на асфальте — Наталья Борисовна
- 1992 — Белые одежды — Вера Лукнична, бабушка Лены
- 1994 — Эпилог — Ольга